# Горенки (платформа)
Го́ренки — остановочный пункт Горьковского направления Московской железной дороги в городском округе Балашиха Московской области. Находится на 10 км двухпутного тупикового ответвления Реутово — Балашиха от главного хода. Располагается в границах станции Балашиха (в парке Горенки).
Платформа названа по расположенной поблизости (1,5-2 км) исторической усадьбе Горенки на речке Горенке. Расположена в 25 километрах от Курского вокзала, время движения от вокзала — около 35 минут.
Выход с платформы на север к аллеям Горенского лесопарка в сторону Мазуринского озера, на юг — на Объездное шоссе Балашихи. Ближайшие жилые кварталы начинаются на расстоянии около 500 м от платформы. Сразу с обеих сторон платформы начинается лес, преимущественно сосновый. Недалеко от платформы (0,5 км к северу) находится Мазуринское озеро.

## Описание платформы
Одна островная платформа. Над ней есть навес от осадков, а так же вдоль всей платформы расположены лавочки и информационные табло. На входе на станцию расположены турникеты.
В парке Горенки есть путевое развитие. Действующие подъездные пути на юго-запад и на северо-восток.
В январе 2014 года была удлинена на 18 метров для возможности приема электропоездов в 14-вагонной составности. Причем изначально, удлинение промежуточных платформ Горенки и Стройка не планировалось: утренние поезда планировалось запустить в «полуэкспрессном» режиме с остановками Реутов, Москва-Курская. Информация о возможном нововведении вовремя попала в нужные руки, в окрестностях платформы были расклеены объявления с призывом жаловаться на горячую линию РЖД/ЦППК, в результате, плановый запуск удлинённых поездов без остановок с 10.01.14 был отложен на месяц и осуществлен только после удлинения платформ. Параллельно с балашихинской веткой, были также удлинены платформы Новогиреево и Чухлинка по 3 главному пути, специально для приема удлинённых поездов из Балашихи, в феврале 2014. В 14-вагонной составности обращаются 2 пары поездов утренний час-пик, 6741/6742, 6743/6744. Обращение 14-вагонных поездов прекращено с 16.06.17, в настоящее время обе нитки отданы ЦППК.
С 20 ноября 2015 по 20 января 2016 была полностью закрыта для посадки/высадки пассажиров в связи с реконструкцией. Полностью перестроена, уложена тротуарной плиткой с тактильным покрытием, светодиодное освещение. Здание сохранено, облицовано сайдингом, полностью заменена кровля. В правом крыле с лета 2016 возобновлена работа кассы (С 6:00 до 16 часов в будни и закрыто в выходные. Ранее было с 7 до 17)
После окончания реконструкции самой платформы, в январе-феврале 2016, параллельно всей длины платформы уложена пешеходная дорожка из тротуарной плитки. Несоблюдение технологий в строительстве привело к повторной ее укладке в апреле 2016 года. В сентябре 2016 года прилегающие к платформе территории облагорожены черноземом, засеян газон.
В 2020 году в связи со строительством второго главного пути Реутово— Балашиха платформа и здание на ней были снесены. 27 июня была закрыта для пассажиров историческая платформа, для посадки-высадки пассажиров была построена временная деревянная платформа по другую сторону от главного пути. В связи с планировавшимся изменением расписания движения поездов, предполагавшим разъезд электропоездов в Горенках, в ноябре 2020 года началось строительство второй временной платформы вдоль оси 5 пути. Незадолго до этого путь был электрифицирован. 30 декабря 2020 года новая капитальная платформа и пешеходный мост через железнодорожные пути начали действовать — платформа Горенки стала разъездом для электропоездов, следующих во встречных направлениях. Высадка пассажиров из электропоездов, следующих в Балашиху, стала осуществляться на временную платформу у 5 пути. В январе 2021 года временная платформа на главном пути была ликвидирована.
В октябре 2021 года нумерация путей в границах станции Балашиха и ее парка Горенки были изменены, новый путь участка Реутово — Балашиха получил № 1, исторический — № 2; в границах парка Горенки новый путь с северной стороны — № 3, бывший 5 путь — № 4. С этого же момента, соответственно, движение поездов осуществляется по основной схеме, боковые пути не задействуются.

## Происшествия
14 августа 2005 года (в ночь с воскресенья на понедельник) в районе Горенок произошла катастрофа. На территории Балашихинской автоперегонной базы ООО «ТопРесурс» (Объездное шоссе) произошло возгорание пяти железнодорожных цистерн с бензином, стоявших на подъездных путях. Возгорание, начавшись с одной цистерны, после серии сильных взрывов перекинулось ещё на четыре. Пожарным, боровшимся с огнём более пяти часов, удалось предотвратить воспламенение ещё 15 цистерн. В результате происшествия имелись человеческие жертвы.